# Тънка нишка
„Тънка нишка“ (на английски: The Slender Thread) е американски драматичен филм от 1965 г. с участието на Ан Банкрофт и Сидни Поатие. Това е първият пълнометражен филм, режисиран от бъдещия носител на Оскар, режисьор, продуцент и актьор Сидни Полак.
Поатие е в ролята на Алън, колежант, който е доброволец в новата за времето си Кризисна клиника в Сиатъл, гореща линия за предотвратяване на самоубийства. Малко след като започва самостоятелното си дежурство в нощната смяна, Алън получава обаждане от жена на име Инга (Банкрофт), която казва, че току-що е взела смъртоносна доза хапчета и иска да говори с някого, преди да умре. Сюжетът проследява усилията на Алън, психиатър (Тели Савалас) и детектив (Едуард Аснър) да намерят Инга и нейния съпруг Марк (Стивън Хил), който е на местен риболовен кораб. Различни сцени с ретроспекция описват събитията, които са накарали Инга да посегне на живота си.
Филмът е вдъхновен от статия на Шана Александър в списание Life, основана на действителни събития.

## Награди
Филмът е номиниран за две награди „Оскар“:
- Най-добра арт режисура, черно-бял филм (Хал Перейра, Джак Поплин, Робърт Бентън и Джоузеф Киш)
- Най-добър дизайн на костюми, черно-бял филм (Едит Хед)

## Прием
При излизането си филмът получава вяли отзиви и слаб успех в боксофиса. Въпреки това, по-нови отзиви му дават благоприятна оценка от 83%.